# Agios Georgios (Bezirk Paphos)
Agios Georgios (griechisch Άγιος Γεώργιος, türkisch Kavaklı) ist eine Gemeinde im Bezirk Paphos in der Republik Zypern. Bei der Volkszählung im Jahr 2021 hatte sie 80 Einwohner.

## Name
Der Name der Gemeinde stammt von Agios Georgios. Die türkisch-zypriotischen Einwohner der Gemeinde nannten die Gemeinde bis 1958 Ayyorgi. Dann nahmen sie den Namen Kavakli an, was „Platz mit Pappeln“ bedeutet.

## Lage und Umgebung

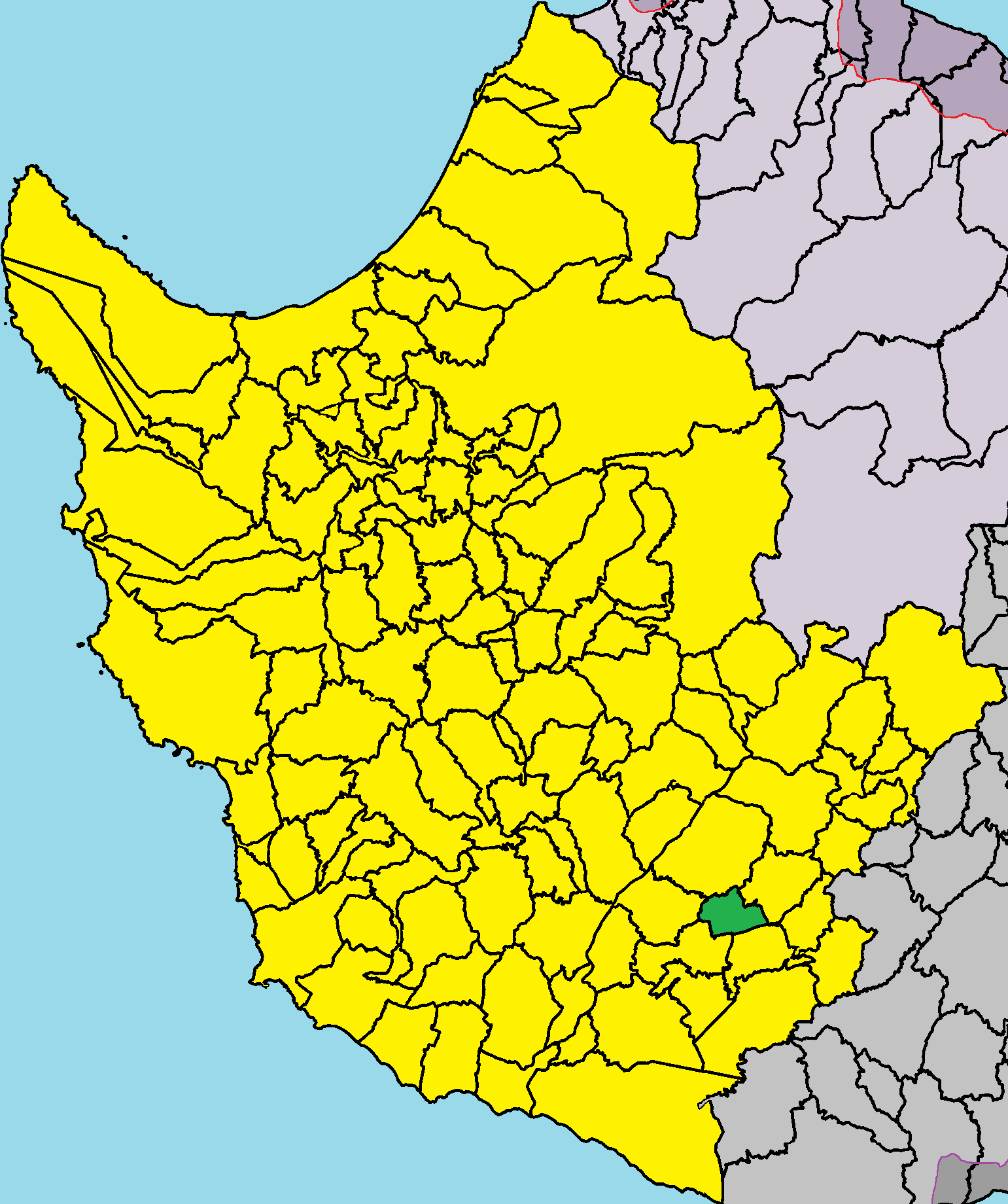
Lage im Bezirk Paphos

Agios Georgios liegt im Südwesten der Mittelmeerinsel Zypern auf einer Höhe von etwa 180 Metern, etwa 25 Kilometer östlich von Paphos. Das 4,64542 Quadratkilometer große Dorf grenzt im Norden grenzt es an Kelokedara, im Osten an Trachypedoula, im Süden an Maronas, im Südwesten an Mamonia und im Nordwesten an Stavrokonnou. Im Süden der Gemeinde fließt der Fluss Dhiarizos. Das Dorf kann über die Straße F616 erreicht werden.

## Bevölkerungsentwicklung
Laut den in Zypern durchgeführten Volkszählungen war Agios Georgios von Zyperntürken bewohnt. Bis in die 1930er Jahre lebten auch einige Zyperngriechen in der Gemeinde.
Während der interkommunalen Unruhen der Jahre 1963–64 war Agios Georgios ein Aufnahmezentrum für türkische Zyprioten aus den Nachbardörfern Kidasi, Pano Archimandrita und Gerovasa, die dann abwanderten. Während der türkischen Invasion von 1974 belagerten griechisch-zypriotische Truppen Agios Georgios, griffen es aber nicht an. Die Belagerung wurde beendet, als bewaffnete türkisch-zypriotische Kämpfer gefangen genommen wurden. Die Bewohner der Gemeinde flohen daraufhin zum britischen Militärstützpunkt Akrotiri. Im Januar 1975 wurden die meisten nach Nordzypern verlegt. Der Rest wurde am 16. August 1975 unter UNFICYP-Eskorte verlegt. Die meisten von ihnen ließen sich in Kato Zodia nieder. Griechisch-zypriotische Flüchtlinge aus dem Norden des Landes ließen sich in Agios Georgios nieder.
Die folgende Tabelle zeigt die Bevölkerung der Gemeinde gemäß den in Zypern durchgeführten Volkszählungen.
| Jahr      | 1881 | 1891 | 1901 | 1911 | 1921 | 1931 | 1946 | 1960 | 1976 | 1982 | 1992 | 2001 | 2011 | 2021 |
| Einwohner | 113  | 142  | 168  | 169  | 193  | 225  | 243  | 217  | 147  | 131  | 115  | 118  | 101  | 80   |